# Théophile Malicet
Théophile Malicet, né le 12 février 1897 à Nouzonville (Ardennes) et mort le 27 septembre 1976 à Charleville-Mézières (Ardennes), est un ouvrier forgeron qui devient employé dans une usine de Nouzonville ; c'est aussi et surtout un syndicaliste qui a marqué les Ardennes et un écrivain prolétarien.
C'est un authentique écrivain ouvrier du XXe siècle. Ses œuvres ont largement dépassé le cénacle régionaliste ardennais et sont encore l'objet aujourd'hui d'études sur la condition ouvrière de l'époque. Syndicaliste, il contribuera au développement du mouvement ouvrier dans la vallée de la Meuse à la suite de l'engagement de son père, un proche de Jean-Baptiste Clément.
Converti au christianisme, il aura un regard distancié et critique par rapport à une « Église des riches » comme il le disait. Son ouvrage Debout, frères de misère est un hommage à ses frères de labeur et aussi un vibrant appel au respect de la dignité humaine.

## Biographie
Théophile Louis Émile Malicet est un écrivain français né le 12 février 1897 à Nouzonville dans les Ardennes au 8 de la rue Drouot. Il est le cinquième enfant d'une fratrie de neuf. Son père est un forgeron qui tient une « boutique » ou « fabrique » à Nouzonville, un franc-maçon, libre-penseur et républicain. Après son certificat d'études primaires, en 1907, il devient lui-même à 11 ans ouvrier où il apprend le métier de forgeron dans la forge familial. Écrivain autodidacte, il témoigne à travers son œuvre des conditions de vie et de travail inhumaines des ouvriers dans ces Ardennes dites « rouges ». Il est impressionné par la forte personnalité de son père qu'il surnomme le pater familias. Ce dernier fréquente les militants ouvriers engagés et notamment Jean-Baptiste Clément, le poète connu pour ses chansons dont Le temps des cerises. Jean-Baptiste Clément a été aussi membre du Conseil de la Commune lors de la révolte de 1871 et responsable de l'approvisionnement de la capitale. Jean-Baptiste Clément épousa une Ardennaise, Thérèse décédée en 1952 à Charleville. L'un de ses frères aînés François Malicet (1843-1927) fut militant anarchiste et membre du Groupe Les Déshérités animé notamment par Emile Roger (1871-1917).
En 1885, Jean-Baptiste Clément fonde le cercle d'études socialiste, l'Étincelle, de Charleville et la Fédération socialiste des Ardennes qui participe en 1890 à la création du Parti ouvrier socialiste révolutionnaire. Tout jeune, Théophile Malicet « saute sur les genoux » de Jean-Baptiste Clément qui fréquente la maison familiale. C'est Théophile qui rapporte ultérieurement la chronique de la création dans les Ardennes de la Colonie libertaire d'Aiglemont L'Essai que créa Jean-Charles Fortuné Henry et que fréquentait régulièrement son frère François Malicet.
En 1918, l'atelier paternel est fermé et Théophile Malicet trouve alors une place de dessinateur industriel dans une usine de Nouzonville où il reste 42 ans et finit comme chef de fabrication. Il est non seulement un témoin de la condition ouvrière dans cette vallée de la Meuse au Nord des Ardennes, mais aussi un acteur engagé. Il est un syndicaliste actif et aussi un des pionniers de l'histoire de la culture ouvrière. En 1936, il dort à l'usine durant tout le Front populaire. Militant syndical, il devient une des figures emblématique de la CFTC puis de la CFDT dans les Ardennes et il est de toutes les grandes luttes ouvrières. Dans sa lignée de syndicaliste chrétien de gauche, on peut évoquer le parcours trop court de Fredo Krumnow qui fut secrétaire national de la CFDT de 1970 à 1973 avant de mourir d'un cancer.
À la Première Guerre mondiale où périssent plusieurs de ses frères Jules et Frédo et un troisième qui en revient aveugle, Théophile Malicet s'engage et est affecté à l'arrière du front, à la réparation des routes. Il se marie le 11 décembre 1920 après s'être converti au catholicisme. Le couple aura une fille Henriette décédée en mai 1976 enterrée au cimetière de Ville d'Avray.
En 1929, il participe à la création des auberges de jeunesse.
Il rencontre l'écrivain Jean Rogissart et participe à plusieurs associations culturelles comme le Groupe Artistique Arthur Rimbaud ou la Société des Écrivains ardennais. Il consacre tous ses loisirs à l'écriture, la poésie, le roman et aussi à des essais historiques dont l'Histoire de Nouzonville qui fut rééditée plusieurs fois. Il reçoit en 1948 le prix de poésie populiste pour son ouvrage La galère a chanté. Il témoigne aussi de sa conversion dans son ouvrage La foi est une aurore paru en 1964. Il a un regard très critique et distant par rapport à l'Église. « J'étais croyant, écrit-il, mais il y avait l'Église avec ses rites, ses damnés, sa batterie de cuisine, son clinquant. Et ses fidèles qui serrent les coudes et vous méprisent et ses bourgeois qui vous traitent en esclaves. » Son œuvre et son amitié influencent des auteurs ardennais comme Noël Tuot, Jacques Théret, Alain Garot...
Il se passionne pour ses Ardennes et contribuera à son atlas géologique. Il œuvre aussi à la constitution des collections du musée de Charleville Mézières.
En retraite, il continue son œuvre littéraire à l'ombre de son pommier, dans sa maison de Nouzonville où il décède le 29 septembre 1976 à l'âge de 79 ans. Sa stèle funéraire est réalisée par son ami le sculpteur Élie Badré (1905-1987).

## Distinctions
- Officier du Mérite du travail
- Médaille d'Or du travail
- Prix de poésie populiste 1948
- Lauréat à plusieurs reprises des Jeux Floraux (dont prix d'honneur de l'Académie des Jeux floraux pour Sur le flanc du cratère).

## Œuvres

### Romans
- Prisonniers civils, 1914-1918, préface de Marcel Andry, Bourdeaux-Capelle FLA, Dinan, 124 pages
- Debout frères de misère, récit-témoignage, Ed. Alsatia, 1962, 232 pages
- La foi est une aurore, témoignage d'un converti, Ed. Fleurus, Paris, 1964, 203 pages

### Poèmes
- Ascensions, poèmes, Préface de Maître d'Acremont, Imp. Anciaux, Charleville, 1939, 52 pages
- La muse d'Ardenne... sur le flanc du cratère, poèmes, Imp. Bourdaux-Capelle, Dinan (Belgique), 1936, 47 pages
- La galère a chanté, poèmes, Illustrations de Pierre Rogissart - Seeman, Ed. groupe artistique Arthur Rimbaud, Imp. Anciaux, Charleville, 1946, 95 pages
- Chante la galère, in revue la Grive n° Janvier 1946
- En chair et en esprit, poèmes, Imp. de l'Ardennais, Charleville, 47 pages
- Marcel Lallemand, florilèges, Paris, 1954
- Offertoire sur l'enclume, SLND, 1964, 32 pages
- Les miettes de Lazare, poèmes, 1966

### Histoire
- Histoire-chronique de Nouzonville, Société d'études ardennaises, 1969, 178 pages.
- Prisonniers civils, 1915-1918, Préface de Marcel Andry, Impr. Bourdeaux-Capelle, Dinant), [s. d.].
- Perquisitions, souvenir d'un enfant en territoire occupé, s.d.
- La colonie libertaire d'Aiglemont, Revue de l'Économie sociale n°III, 1985, Paris  (ISSN 0755-8902).

## Œuvres inédites
- A hauteur d'hommes, recueil de 25 nouvelles, contes et récits
- Suis ta route fiston, roman
- Le grand carême, histoire d'une famille ouvrière pendant l'occupation de 1914-18, Roman
- 1968 au pas d'un vieillard, journal philosophique
- L'armée du Rhin en 1870 - d'après le journal de route de son père, sous-officier sous Bazaine et du journal de Marie Louvet
- Une glane des temps révolus, recueil de 50 poèmes en vers
- Précis sur Jean-Baptiste CLÉMENT, Louise MICHEL, La Colonie d’Aiglemont, manuscrit (Archives privée de Dominique PETIT) in Bibliographie sur mouvements et théories libertaires et autogestionnaires en France - Partie 3. De M à Q

### Notices
- Dictionnaire biographique, mouvement ouvrier, mouvement social : notice.